# Lutz Heinrich
Lutz „Sauerkraut“ Heinrich (* 27. Juli 1954 in Gröditz; † 2. August 2023) war ein deutscher Rockmusiker, Sänger, Komponist sowie Gitarrist der Gruppe Renft.

## Leben
Lutz Heinrich war Sohn des Leiters des Stahlwerks Gröditz. Nach der Schule erlernte er den Beruf des Schmieds. Mit 13 Jahren stand er erstmals als Gitarrist auf einer Bühne, die erste Band hieß Club 5. Peter Gläser von der Klaus Renft Combo entdeckte ihn und holte ihn nach Leipzig. Nach Stationen bei der Uli Walter Kapelle und bei den Milanos folgte die Band SET, zu der er bis 1979 gehörte.
Später gründete er die Lutz Heinrich Band. Es entstand das Eisentrio, ab 1995 dann der Eisenheinrich (Bluesrock-Band aus Leipzig), der als Vorgruppe mit The Sweet und Status Quo auf Tournee war.

## Alben
Eisenheinrich
- Eisenheinrich (1995)
- Ärger (1997)
- Blues & Ärger, live, Leipzig (2000)
- Hälfte des Lebens (2004)
- Fe, Best of (2005)

sowie 
- Ein Kultverein wird 100, CD zum Jubiläum von BSG Chemie Leipzig
- Kinderlieder-CD mit dem Kindergarten Sternchen Lützschena

## Kompositionen
- Eisen (1974)
- Huscha (1975)
- Wer ist das Mädchen (1977)
- Spartakus (1979)
- Mitternachtslied (1980)
- Teufelein (1992)
- Fremder Stern (1993)
- Politiker (1993)
- Dealer-Gott (1993)
- Autoscootercowboy (1993)
- Love Song (1997)
- Huba-Buba-Blues (1998)
- Pfeffi 07 (1999)
- Der Löwenmann (1999)

sowie Windlied (Amiga 855613), Weißt Du noch (Amiga 855774, 1980), Feuerwerk (Rundfunk- u. TV-Produktion, 1983), Instrumental 15 (Rockphantasie 1984, Rundfunkproduktion)